# James Shoolery
James Nelson Shoolery, genannt Jim Shoolery, (* 25. Juni 1925 in Worland (Wyoming); † 24. September 2015 in Half Moon Bay, Kalifornien) war ein US-amerikanischer Chemiker und Pionier der Kernspinresonanz-Spektroskopie (NMR). Er leitete die Entwicklung des ersten kommerziellen NMR-Spektrometers für Anwendungen in der Chemie (A-60 von Varian).

## Leben und Wirken
Shoolery studierte Chemie an der University of California, Berkeley, mit dem Bachelor-Abschluss 1948 und wurde 1952 am Caltech in Chemie promoviert. 1952 ging er zu Varian Associates und blieb dort den Rest seiner Karriere bis zum Ruhestand 1990. Er wurde Leiter des Labors für NMR Anwendungen und danach Marketing Manager der Instrument Division (1962 bis 1969) und wesentlich für die weltweite Expansion von Varian verantwortlich. 1969 bis 1972 war er unabhängiger Berater und dann Senior Application Chemist bei Varian in der Analytical Instrument Division. Nach dem Ruhestand 1990 war er Berater von Varian. Zuletzt wohnte er in Half Moon Bay.
Als er zur Firma Varian kam, war Varian vor allem für Mikrowellenverstärkerröhren bekannt und hatte nur einen kleinen NMR Bereich, eine damals neue Entwicklung, die von Physikern gestartet wurde. Shoolery brachte sein Wissen und seinen Blickwinkel als Chemiker ein und entwickelte bei Varian deren erstes hochauflösendes NMR-Spektrometer, das an die Ölgesellschaft Humble Oil (später Teil von Exxon) verkauft wurde. In den 1950er Jahren wurden die Magnete verbessert und NMR-Geräte für 30 bis 100 MHz (1959) wurden bei Varian entwickelt. Der Verkauf war aber schwierig, da die Geräte teuer waren, schwierig zu nutzen und zunächst nur für kleine Moleküle geeignet. Shoolery erkannte, dass sich NMR nur durchsetzen würde, wenn standardisierte, einfach zu handhabende billige Geräte wie damals schon für IR-Spektrometer zur Verfügung standen. Er leitete die Entwicklung des ersten NMR-Geräts für den Massenmarkt, den A-60 von Varian, der 1961 herauskam und wegen seiner Nutzerfreundlichkeit ein großer Erfolg wurde. Er war relativ billig, zuverlässig, lieferte reproduzierbare Ergebnisse, nutzte kalibriertes Papier für die Aufzeichnung und konnte von Studenten und Techniken benutzt werden nach Lektüre des mitgelieferten Handbuchs. 2011 wurde er als Meilenstein der Chemie von der American Chemical Society ausgezeichnet. Shoolery war auch an der Entwicklung der Nachfolger des A-60 (CFT-20 und FT-80) bei Varian beteiligt.
Um die Anwendbarkeit voranzutreiben, gründete Shoolery NMR Applications Laboratories in Palo Alto, in Pittsburgh und in anderen Ländern und war 1952 bis 1962 deren Direktor. Wissenschaftler konnten dort experimentieren und sich von der Nützlichkeit von NMR überzeugen. Ein NMR Spectral Catalog wurde herausgegeben, es gab eine regelmäßige populäre Anzeigen-Rubrik in Analytical Chemistry und später im Journal of the American Chemical Society (NMR at Work) und Shoolery hielt zahlreiche Vorträge und Kurse. Shoolery schätzte 1993, dass bis Ende der 1950er Jahre rund 20.000 Chemiker seine Vorträge und Kurse besucht hatten. In den 1970er Jahren trieb er den Einsatz von Mikroproben voran. Er erkannte die Nützlichkeit von 2D-NMR und Multi-Puls-Sequenzen für die analytische organische Chemie speziell bei Naturstoffen und entwickelte mit Steve Pratt die APT-Sequenz für organische Spektren mit Kohlenstoffisotop 13.
Die Shoolery-Regeln für die Vorhersage chemischer Verschiebungen entstanden aus seiner Arbeit mit B. P. Dailey  über den Einfluss von Elektronegativität auf die NMR-Parameter.
Er veröffentlichte über 200 wissenschaftliche Arbeiten und hielt fünf Patente. 1961 erhielt er den ACS Sargent Award, 1982 den Anachem Award in analytischer Chemie, wurde 1983 Wissenschaftler des Jahres des Industrial R&D Magazine und wurde 1989 Varian Fellow.

## Schriften
- A Basic Guide to NMR, Varian Assoc. 1972
- Recent developments in 13C- and proton-NMR, Journal of Natural Products, Band 47, 1984, S. 226–259
- NMR spectroscopy in the beginning Analytical Chemistry, Band 65, 1993,  731A-741A.